# Génis-Einheit
Die Génis-Einheit ist eine paläozoische metasedimentäre Abfolge des südlichen Limousins und gehört geologisch dem variszischen Grundgebirge des französischens Zentralmassivs an. Sie wurde im Zeitraum 490 bis 400 Millionen Jahre abgelagert und besitzt ordovizisches bis oberdevonisches Alter. Im Deckenstapel des Limousins wird sie als strukturell höchstgelegene, nur gering metamorphosierte Einheit angesehen.

## Bezeichnung und Typlokalität

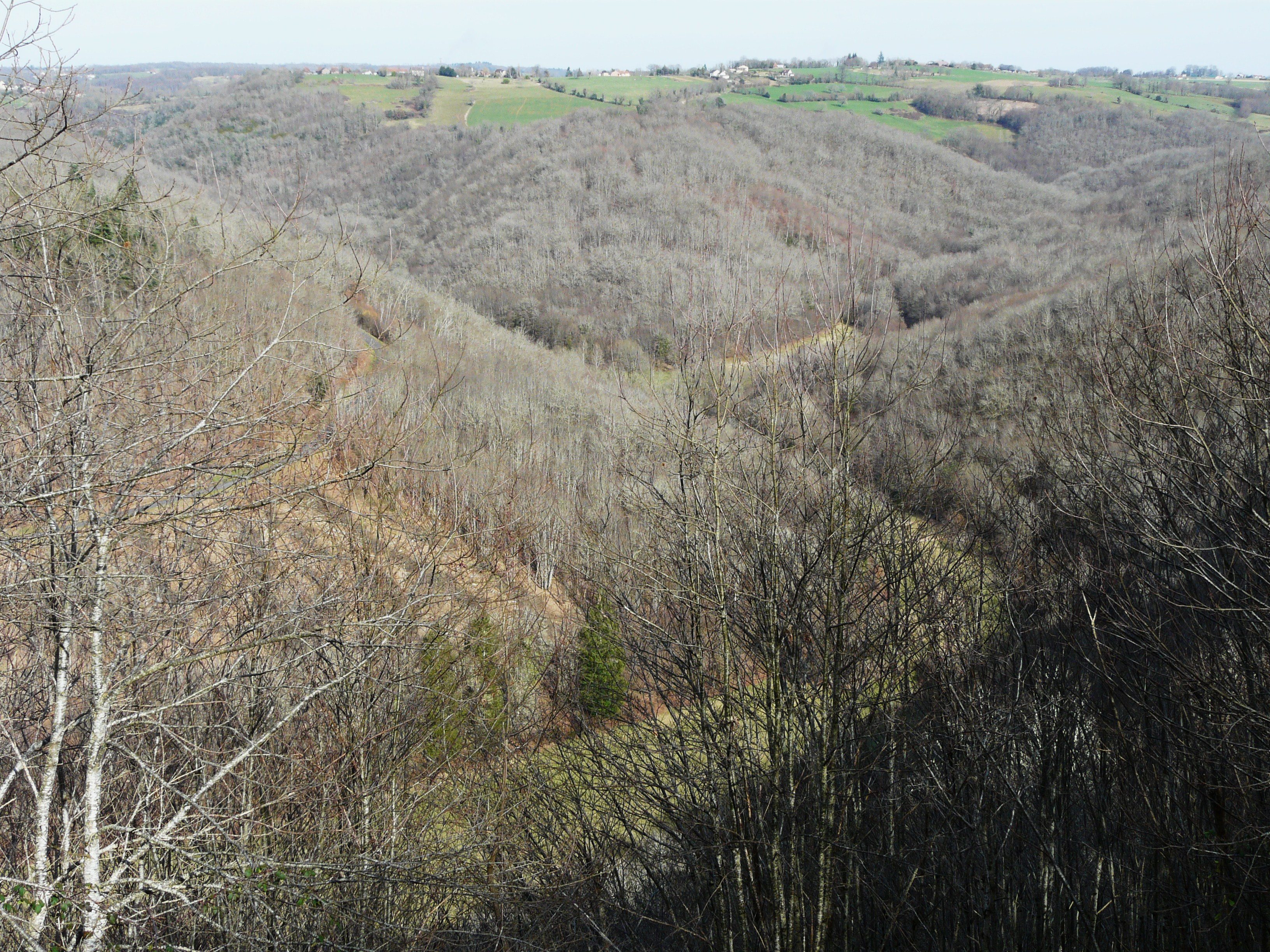
Die Schluchten des Auvézère zwischen Génis und Saint-Mesmin. Aufgeschlossen sind hier vorwiegend die Génis-Porphyroide. Im Hintergrund deutlich erkennbar das eingeebnete Plateau des Bas Limousin mit der Thiviers-Payzac-Einheit.

Die Génis-Einheit wurde nach ihrer Typlokalität benannt, dem Ort Génis, gelegen im nördlichen Département Dordogne.

## Geographische Verbreitung
Die Génis-Einheit erstreckt sich etwa 26 Kilometer in WNW-OSO-Richtung am Nordostrand des Départements Dordogne. Landschaftlich bildet sie Teil des Bas Limousin – einer während des Alttertiärs stark eingeebneten Pultscholle des Grundgebirges, deren Höhenlagen meist nur 300 bis 400 Meter erreichen. Ihre geologische Nordgrenze ist die Südlimousin-Störung, eine bedeutende duktile, dextrale Seitenverschiebung, welche die Génis-Einheit von der nördlich folgenden Thiviers-Payzac-Einheit abtrennt. Im Süden wird die Einheit von den Liassedimenten des Aquitanischen Beckens überlagert. Am Ostende liegen die permischen Rotsedimente des Briver Beckens auf. Die maximale Ausstrichsbreite der Einheit in NNO-SSW-Richtung beträgt nicht viel mehr als 5 Kilometer. Die Abfolge der Génis-Einheit lässt sich am besten entlang des Auvézère beobachten.
Vergleichbare Einheiten mit identischer stratigraphischer Abfolge finden sich im Département Vendée und im Rouergue.

## Stratigraphie
Die Génis-Einheit zeigt folgenden stratigraphischen Aufbau (vom Hangenden zum Liegenden):
- Génis-Grünschiefer – 420 bis 400 Millionen Jahre
- Génis-Serizitschiefer – 470 bis 420 Millionen Jahre
- Puy-de-Cornut-Arkose – 480 bis 470 Millionen Jahre
- Génis-Porphyroide – 490 bis 480 Millionen Jahre

### Génis-Grünschiefer

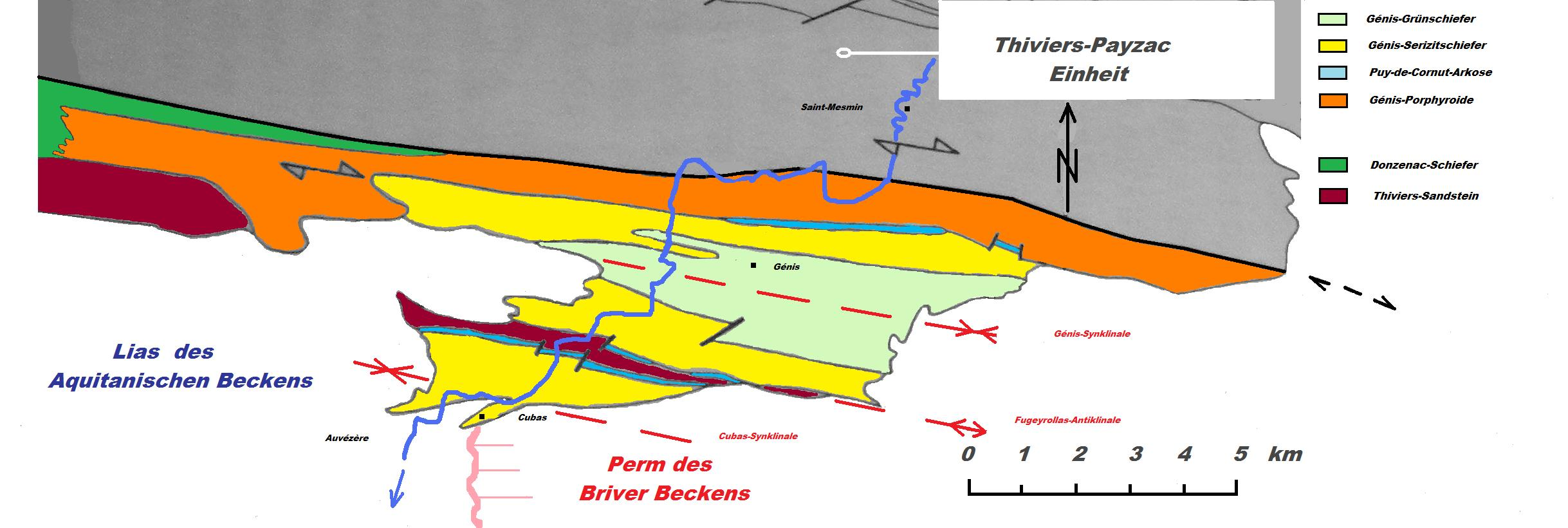
Geologische Karte der Génis-Einheit

Die Génis-Grünschiefer sind die jüngste Formation der Génis-Einheit. Es handelt sich hier um ehemalige mafische Magmatite wie beispielsweise Gabbros und basaltische Kissenlaven, basische Vulkanoklastika sowie relativ seltene Einlagerungen von Kieselschiefern und Tonsteinen. Den Grünschiefern kann ein unterdevonisches Alter von 420 bis 400 Millionen Jahren zugewiesen werden.

### Génis-Serizitschiefer

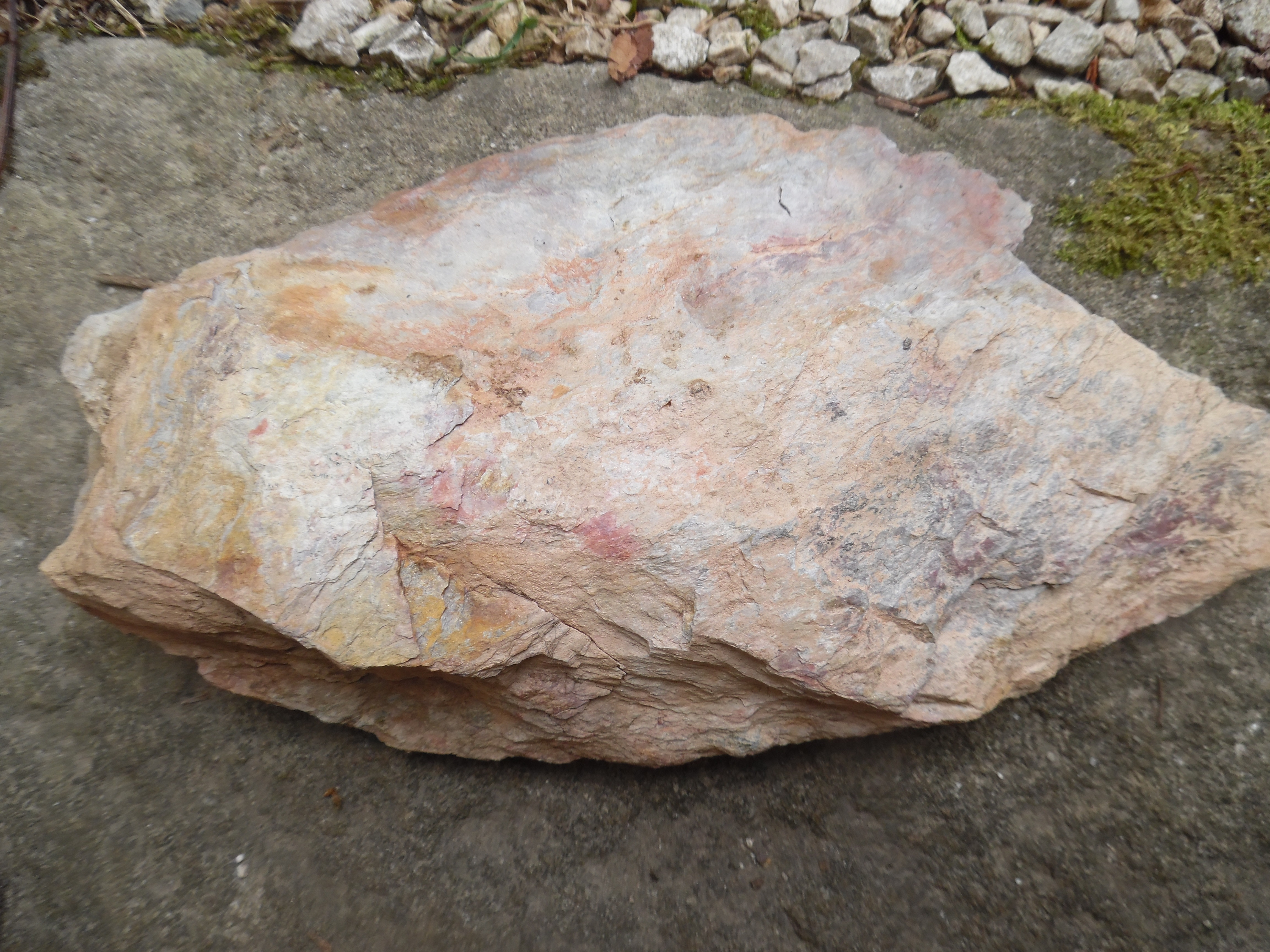
Violettfarbener Serizitschiefer nördlich von Cubas

Die unterlagernden Génis-Serizitschiefer sind sehr reich an den Mineralen Quarz, Chlorit und Muskovit (Varietät Serizit). Sie dürften ordovizisches und obersilurisches Alter aufweisen (seltene ordovizische Acritarchenfunde). Im Hangenden der Génis-Serizitschiefer finden sich Kalklinsen, die rund 420 Millionen Jahre alte Conodonten aus dem Obersilur enthalten.

### Puy-de-Cornut-Arkose

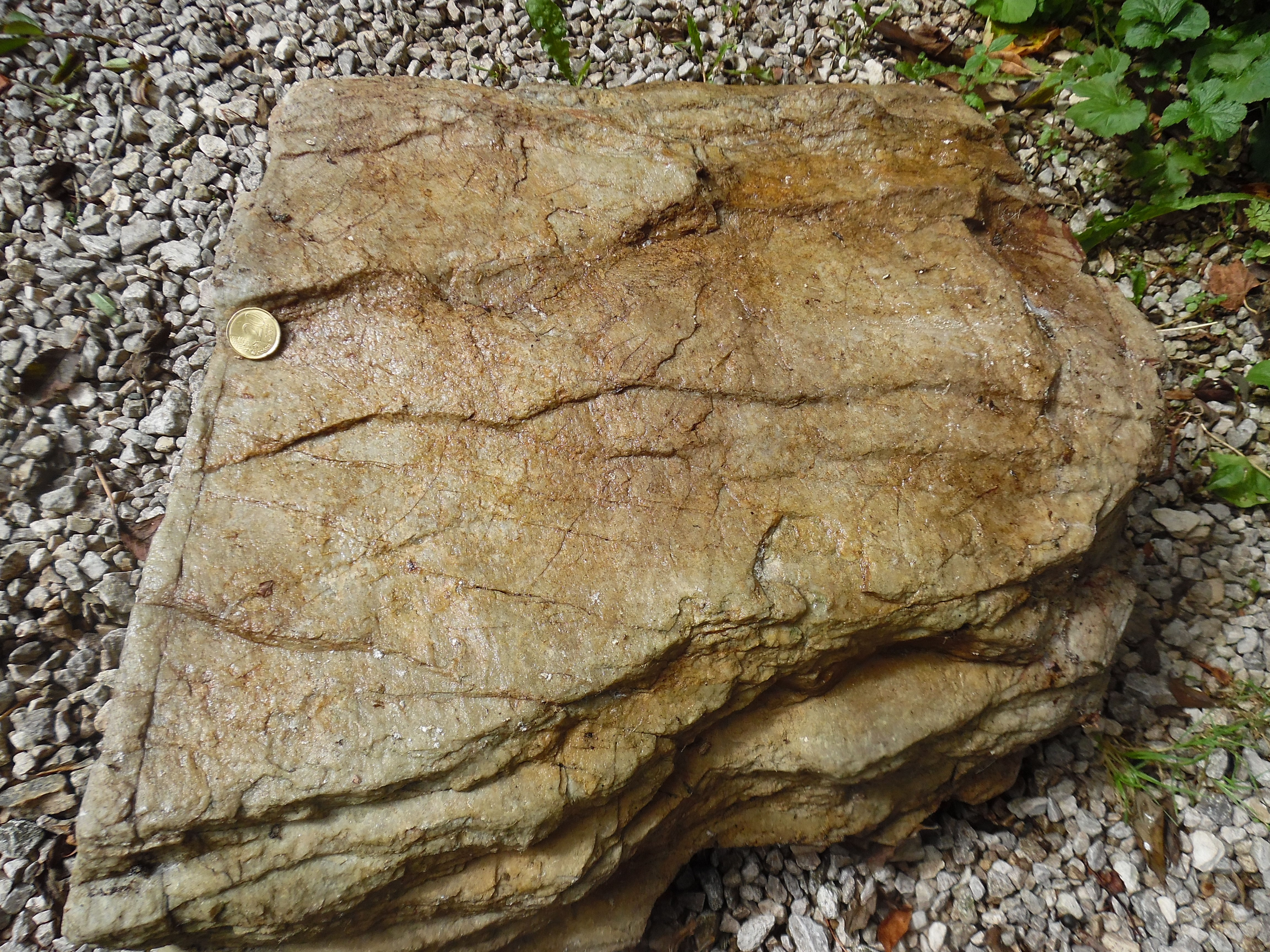
Puy-des-Âges-Quarzit

Unter den Génis-Serizitschiefern liegt die Puy-de-Cornut-Arkose. Die Arkose ist stark verkieselt und bildet Härtlinge im Gelände. Sie wird als stratigraphisch äquivalent zum Puy-des-Âges-Quarzit aus der benachbarten Thiviers-Payzac-Einheit angesehen. Auch eine Verwandtschaft zum Grès armoricain der Bretagne wird in Betracht gezogen. Ein mittelordovizisches Alter (470 bis 460 Millionen Jahre) für die Arkose ist daher sehr wahrscheinlich.

### Génis-Porphyroide

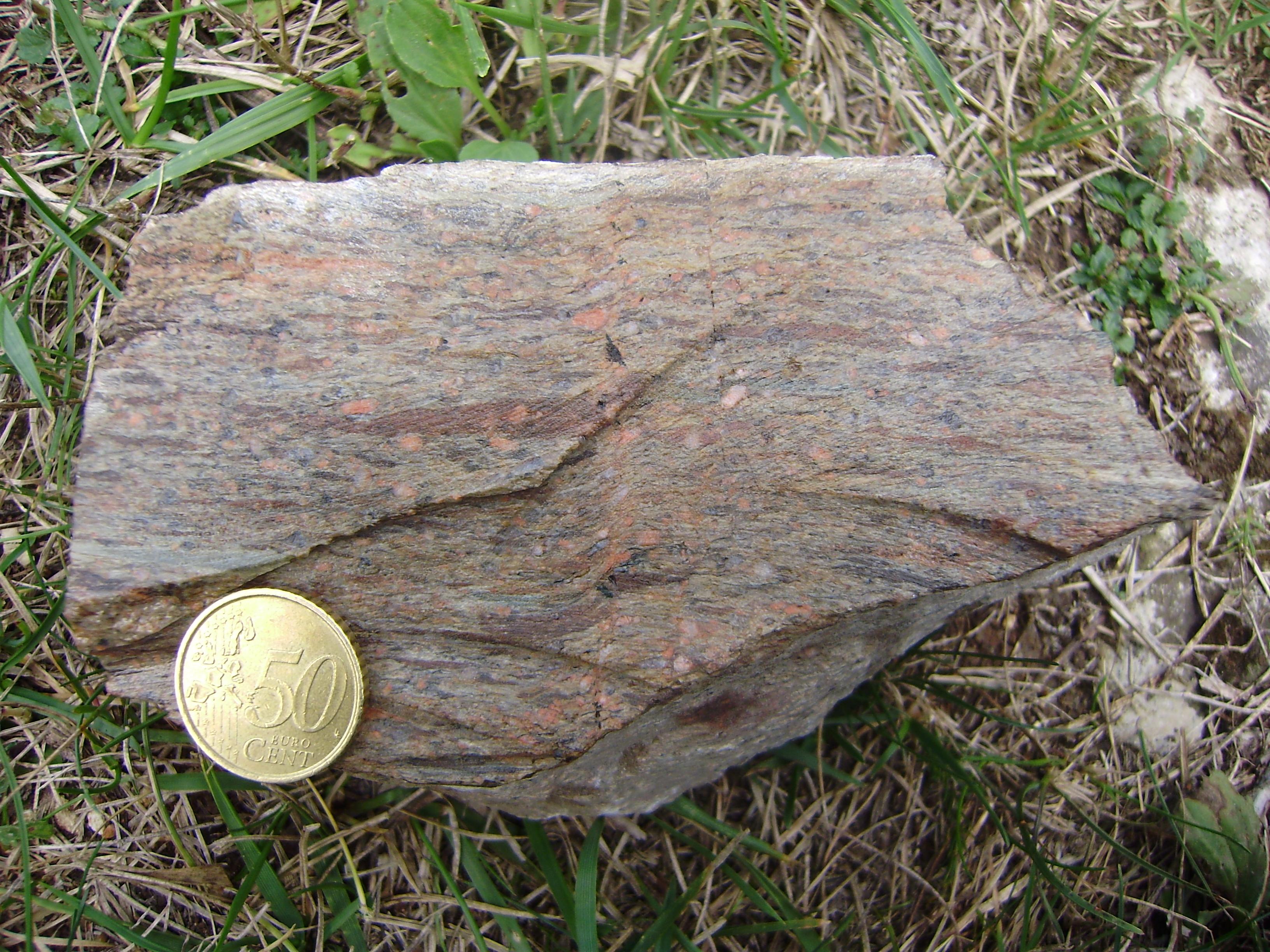
Angeschnittenes Handstück eines Génis-Porphyroids. Deutlich erkennbar der rechtsseitige Schersinn.

Unter einer deutlich ausgebildeten Winkeldiskordanz liegen die Génis-Porphyroide, einstige alkalische, rhyolithische Ignimbrite (Metaignimbrite) mit unterordovizischem Alter (Tremadocium). Sie enthalten an Phänokristallen Quarz, Alkalifeldspat und Plagioklas (Albit) in einer sehr feinkörnigen Matrix (5 μm) aus Quarz, Feldspat, Serizit und seltenem Chlorit. Ursprüngliche Fiamme sind kaum mehr zu erkennen, verschweißte glasige Lagen können aber teils noch als solche ausgemacht werden. Die Metaignimbrite sind kaliumbetont und enthalten mehr als 70 % SiO2.
Der tiefere Untergrund der Génis-Einheit wird vom Donzenac-Schiefer und dem Thiviers-Sandstein gebildet, wobei letzterer in der Fugeyrollas-Antiklinale zu Tage tritt. Diese beiden Formationen gehören jedoch bereits zur Thiviers-Payzac-Einheit, ihnen wird neoproterozoisches bis kambrisches Alter zugesprochen.

## Struktureller Aufbau
Die Génis-Einheit ist durchgehend verfaltet. Es handelt sich hier um einen recht engständig stehenden, aufrechten Faltenbau mit einer Wellenlänge von zirka 150 Meter. Die Faltenachsen streichen OSO-WNW (N 110) und fallen mit 10° leicht gegen Osten ein. Die Schichtflächen (S0) sind oft gut erkennbar und zeigen steiles Einfallen (meist um 75 bis 80°) nach Nordnordost bzw. Südsüdwest. Parallel zu den Faltenachsenebenen hat sich eine deutliche Schieferung gebildet (S1). Der engständige Faltenbau wird von einer zweiten Faltung überprägt, die die gesamte Einheit in eine langwellige Abfolge (Wellenlänge zwei Kilometer) von zwei Synklinalen mit  einer dazwischenliegenden Antiklinale (Cubas-Synklinale im Süden, Fougeyrollas-Antiklinale, Génis-Synklinale im Norden) verformt hat. Auf den Schichtflächen sind deutlich ausgebildete Streckungslineare erkennbar, die mehr oder weniger parallel zu den Faltenachsen verlaufen. Neugebildete metamorphe Minerale haben sich bevorzugt entlang dieser Richtung angeordnet (Die Lineare streuen zwischen N 110 und N 135). Ferner wird die Linearrichtung von einer Kleinfältelung im Millimeterbereich begleitet, deren Faltenachsen ebenfalls nach N 110 ausgerichtet sind.

## Metamorphose und strukturelle Entwicklung
Die ehemalige Gesteinsserie der Génis-Einheit wurde im Verlauf der variszischen Orogenese abgesenkt und metamorphosiert. Die Metamorphose verlief retrograd (unter Bildung von Chlorit) und registrierte die epizonalen Bedingungen der Grünschieferfazies. Diese Tatsache ist für die Geologie des Zentralmassivs von Bedeutung, da niedrig metamorphe Serien unterrepräsentiert sind und nur recht selten vorkommen. Gewöhnlich liegen die Metasedimente im Zentralmassiv sehr stark verformt und (amphibolitfaziell) metamorphosiert vor und lassen daher nur ungenaue Aussagen über ihre Ausgangsgesteine zu.
Diese retrograde Metamorphose ist im Zentralmassiv auch anderweitig bekannt und wird zeitlich als mittleres Karbon  eingestuft.
Die gesamte Génis-Einheit unterlag ebenso wie die oben schon angesprochene Südlimousin-Störung einer duktilen, steilstehenden, dextralen Scherung, sie kann daher insgesamt als eine relativ breite, OSO-WNW-streichende Scherzone angesehen werden. Dextrale Scherkriterien finden sich in sämtlichen Formationen der Einheit. Asymmetrische Quarzgerölle in konglomeratischen Lagen des Thiviers-Sandsteins deuten auf rechtsseitige Scherung. In den Génis-Porphyroiden sind die Verhältnisse noch deutlicher, so haben sich hier um die Phänokristalle von Quarz und Alkalifeldspat Druckschatten gebildet, die ebenfalls einen dextralen Schersinn anzeigen. Scherbänder im Millimeterbereich des Génis-Serizitschiefers lassen dieselbe Scherrichtung erkennen.
Die zeitliche Einordnung der tektonischen Bewegungen stützt sich auf Vergleiche mit ähnlichen Terrains im Armorikanischen Massiv (Chantonnay-Synklinorium in der Vendée) und im  Rouergue. Im Armorikanischen Massiv erfolgten die rechtsseitigen Scherbewegungen im Namur und im Westphal (Serpukhovium bis Moskovium, vor 325 bis 305 Millionen Jahren). Analog hierzu darf daher für die Génis-Einheit des Südlimousins ein mittel- bis spätkarbonisches Alter der Deformation angenommen werden.
Die durchgehenden Scherbewegungen sind verantwortlich für die Faltenstrukturen der Génis-Einheit, die somit als Zugfalten (englisch tear folds) in einer transpressiven, duktilen Scherzone interpretiert werden können.